# Jorge Soto (cyclisme)
Pour les articles homonymes, voir Jorge Soto et Soto.
Jorge Adelbio Soto Pereira (né le 8 août 1986 à Salto) est un coureur cycliste uruguayen.

## Palmarès
- 2005
  - 3e étape de la Rutas de América
  -  Médaillé d'argent de la course en ligne aux championnats panaméricains espoirs
  -  Médaillé d'argent du contre-la-montre aux championnats panaméricains espoirs
- 2006
  - Grand Prix Christian Fenioux
  - 3e du Grand Prix des Carreleurs
- 2007
  - 2e du Tour de la Porte Océane
- 2008
  - 5e étape du Tour d'Uruguay
  -  Médaillé d'argent du contre-la-montre aux Jeux panaméricains espoirs
- 2009
  - 6e et 8e étapes du Tour d'Uruguay
  - 8e étape du Campeonato Invierno de Montevideo
  - Doble Treinta y Tres :
    - Classement général
    - 2e et 3e (contre-la-montre) étapes
- 2010
  -  Champion d'Uruguay du contre-la-montre
  - 4e étape de la Rutas de América
  - 1re étape du Tour du Paraguay
  - 3e du Tour du Paraguay
- 2011
  - Vuelta Chaná :
    - Classement général
    - 1re et 2eb (contre-la-montre) étapes

  - Rutas de América :
    - Classement général
    - 5eb étape (contre-la-montre)

  - Apertura Federación de Maldonado
  - 3e du Tour d'Uruguay
- 2012
  -  Champion d'Uruguay du contre-la-montre
  - Rutas de América :
    - Classement général
    - 2e étape

  - Vuelta de la Colonia Paysandú :
    - Classement général
    - 2e étape
- 2013
  -  Champion d'Uruguay du contre-la-montre
  - Vuelta Chaná :
    - Classement général
    - 1re étape
- 2014
  - 10e étape du Tour d'Uruguay
  - 2e du championnat d'Uruguay du contre-la-montre
- 2015
  - Vuelta Chaná :
    - Classement général
    - 2e et 4e étapes

  - 4ea étape de la Rutas de América
- 2016
  - 2e étape de la Clásica del Norte
  - Vuelta Chaná :
    - Classement général
    - 3e étape (contre-la-montre)
- 2019
  -  Champion d'Uruguay du contre-la-montre
  - Tour de San Carlos :
    - Classement général
    - 1re étape (contre-la-montre)

  - 3e de la Vuelta Chaná
- 2022
  - 3e et 5e étapes du Tour d'Uruguay

## Classements mondiaux
| Année            | 2005 | 2006 | 2007 | 2008 | 2009 | 2010 | 2011 | 2012 |
| ---------------- | ---- | ---- | ---- | ---- | ---- | ---- | ---- | ---- |
| UCI America Tour | 317e |      |      |      | 99e  | 134e | 8e   | 15e  |